# Monumento a Don Pelayo en Gijón
El Monumento a Don Pelayo en Gijón es una escultura del artista español José María López Rodríguez, inaugurada en 1891 en Gijón, Asturias (España).

## Ubicación
Está ubicado en la Plaza del Marqués, cerca del Palacio de Revillagigedo y mirando al Puerto Deportivo.

## Descripción
La escultura representa a Don Pelayo, fundador del Reino de Asturias y considerado el iniciador de la Reconquista.
Tiene 2,80 metros  altura y pesa cuatro toneladas. Según José Antonio Samaniego Burgos, la escultura se realizó con cañones de bronce tomados a los marroquíes durante la Segunda guerra de Marruecos (1859-1860). Pelayo sostiene con la mano derecha la Cruz de la Victoria, que es el emblema de Asturias .

## Inscripciones de pedestal
El pedestal tiene inscripciones en español grabadas en los cuatro lados. ;
La placa frontal lleva la siguiente inscripción:

EL REY PELAYO / A LOS VISITANTES DE GIJÓN / NO PREGUNTES, VIAJERO, QUÉ O CUÁNTO HACE GIJÓN; / DI MÁS BIEN QUE ES AGRADECIDA, CUENTA QUE ES GENEROSA. / AL HONRARME HOY HONRA COMO ES DEBIDO A LOS ANTEPASADOS / QUE, GUIADOS POR MÍ, DIERON SEÑALES DE FE A LOS PRIMEROS. / UNIDOS EN OTRO TIEMPO SALVAMOS EL ARCA PARA LOS SANTOS / Y LA PATRIA PARA NOSOTROS, CAYENDO PRONTO EL ENEMIGO. / ASÍ FUIMOS GRANDES, SUPERAMOS A TODOS LOS PUEBLOS / GRACIAS AL SANTO SIGNO DE LA CRUZ QUE TE MUESTRO. / ESTA ENSEÑA DE CRISTO VENCIÓ Y VENCERÁ POR LOS SIGLOS; / CEÑIDO CON ESTAS ARMAS EMPRENDE, VIAJERO, EL CAMINO.

En el lado derecho:

EL INFANTE PELAYO / DE SANGRE DE REYES GODOS, / RESTAURADOR DE LA LIBERTAD / Y LA RELIGIÓN DE ESPAÑA. / EL CONSISTORIO Y EL PUEBLO DE GIJÓN / DEDICARON ESTE PRESENTE A SU REGIO COMPATRIOTA. / INSCRIPCIÓN DE GASPAR DE JOVELLANOS

En la cara del lado izquierdo:

AL REY PELAYO / GIJÓN Y TODA LA PROVINCIA DE LOS ASTURES / CUMPLIENDO UN GRATO DEBER DE JUSTICIA / SALVE, PADRE DE LA PATRIA, PROCLAMA LA PROVINCIA ENTERA. / REY VENCEDOR DE LOS ÁRABES, CORRE DE BOCA EN BOCA. / QUISISTE UNIRTE A NOSOTROS PARA PODER ASÍ FUNDAR / UN PUEBLO DIFERENTE Y UNA ESTIRPE NUEVA. / GRACIAS A TI NOS SONRIÓ A TODOS LA FORTUNA FAVORABLE / QUE CULMINA CON LA PAZ DE LA OBRA EMPRENDIDA. / SIEMPRE PERMANECERÁN TU HONOR, TU NOMBRE Y TU GLORIA / SALVASTE A TU PATRIA SIN REY. / QUÉ HARÁN DIGNO DE TAN GRAN NOMBRE LOS CONTEMPORÁNEOS? / BAJO TU MANDO COMO SI AHORA DICTARAS LEYES.

En la superficie posterior:

AL REY PELAYO / EL CONSISTORIO Y LA CIUDADANÍA DE GIJÓN/EN RECUERDO PERENNE DE SU MANDO / GLORIA DE ASTURIAS, PELAYO, ESTAMPA DEL VALOR, / GRANDE JUNTO AL AUSEVA, PERDURA VICTORIOSO EN EL BRONCE. / EL PUEBLO Y LOS REYES QUE TE SUCEDIERON TE RELEGARON AL SILENCIO HASTA AHORA / EN SUS FESTIVIDADES, PERO AQUÍ ESTÁN LOS ASTURIANOS QUE NO OLVIDAN, / Y A SUS EXPENSAS, PARA VEAS PASAR EL TIEMPO, FUNDEN / UNA ESTATUA EN LA QUE TÚ VIVAS Y QUE LA POSTERIDAD LEA. / GIJÓN TE HONRA, ANTES TE DIERON CULTO SUS ANTEPASADOS; / QUE LOS IBEROS QUE VENGAN TE HONREN MÁS CUMPLIDAMENTE. / GIJÓN, CINCO DE AGOSTO DEL AÑO DEL SEÑOR DE 1891